# Arkadiusz Kubisiak
Arkadiusz Kubisiak (ur. 1968 w Pionkach) – polski fotograf niezależny. Członek rzeczywisty Okręgu Warszawskiego Związku Polskich Artystów Fotografików.

## Życiorys
Studiował fotografię na Europejskiej Akademii Fotografii w Warszawie. Trudni się fotografią dokumentalną (społeczną). Interesują go przede wszystkim projekty długoterminowe.
Publikował w takich pismach, jak Silvershotz Magazine w Australii, National Geographic Polska, Digital Camera Poland, Edge of Humanity w USA oraz Duży Format (dodatek do Gazety Wyborczej). W 2022 przyjęty w poczet członków ZPAF.

## Nagrody
- laureat BZ WBK Press Photo (2014),
- laureat Wielkiego Konkursu Fotografii National Geographic Polska (2013),
- wyróżnienie na International Photography Award (2013)[2].
- laureat Silver Award w PX3 (Prix de la Photographie Paris), w kategorii Press Professional[4].